# 库尔隆
库尔隆（法語：Courlon，法語發音：[kuʁlɔ̃]）是法国科多尔省的一个市镇，属于第戎区。

## 地理
库尔隆（47°39'9"N, 5°0'18"E）面积9.86 平方千米，位于法国勃艮第-弗朗什-孔泰大區科多尔省，该省份为法国中东部省份，北起奥布省，西接涅夫勒省和约讷省，南至索恩-卢瓦尔省，东南接汝拉省，东临上索恩省，东北部与上马恩省接壤。
与库尔隆接壤的市镇（或旧市镇、城区）包括：比斯罗特和蒙特纳耶、阿沃、比西耶尔、格朗塞堡-讷韦勒。

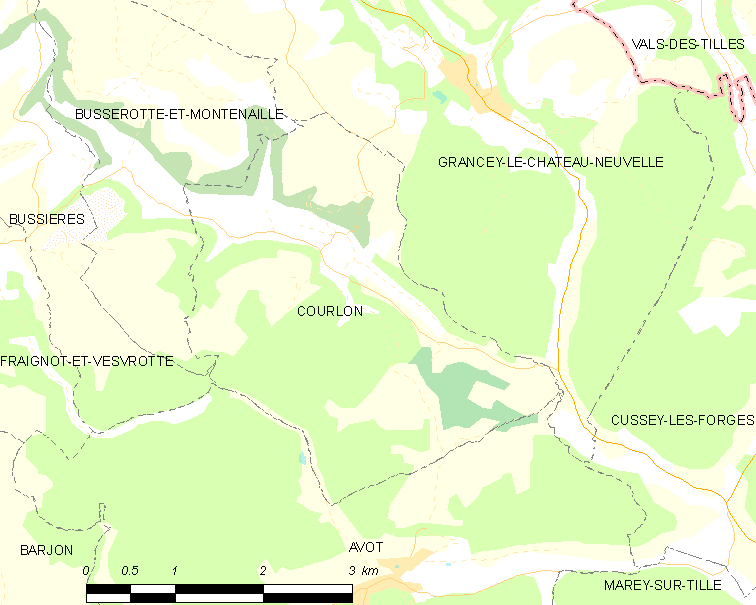
库尔隆的OSM定位图

库尔隆的时区为UTC+01:00、UTC+02:00（夏令时）。

## 行政
库尔隆的邮政编码为21580，INSEE市镇编码为21207。

## 政治
库尔隆所属的省级选区为蒂耶河畔伊斯县。

## 人口

1962-2008年间库尔隆人口变化图示

库尔隆于2022年1月1日时的人口数量为76人。